# セクレタリアト
セクレタリアト（Secretariat、1970年 - 1989年）は、アメリカ合衆国の競走馬、種牡馬。
1973年に25年ぶりに三冠馬となり、2年連続でアメリカの年度代表馬に選出された他、種牡馬としては、1992年に北米のリーディング・ブルードメアサイアーとなるなど、競走馬・種牡馬双方で成功した。マンノウォーと共にアメリカを代表する名馬であり、その外見からマンノウォーと同じく『ビッグ・レッド（Big Red,「大きな栗毛馬」の意）』の愛称で親しまれた。

## 概要
セクレタリアトは、2歳時（1972年）に9戦7勝の戦績を残し、エクリプス賞年度代表馬と最優秀2歳牡馬に選出された。敗戦のうち1つはシャンペンステークスで1位入線後に進路妨害で2着に降着になったもの。
3歳時（1973年）は三冠戦のすべてをレコード勝ちして三冠を達成、なかでも3戦目のベルモントステークスで2着に31馬身差をつけて勝ったことがよく知られている。またこのときの走破タイム、ダート12ハロン（約2414メートル）2分24秒0は世界記録となった。ほかにも、ゴーサムステークス（ダート8ハロン＝約1609メートル）とマンノウォーステークス（芝12ハロン＝約2414メートル）でもレコード勝ち、さらに1歳上のケンタッキーダービー馬リヴァリッジとの対戦（マールボロC招待ハンデ、ダート9ハロン＝約1811メートル）では当時の世界レコードで勝った。これらの成績により、この年もエクリプス賞年度代表馬・最優秀3歳牡馬・最優秀芝牡馬に選出された。
セクレタリアトは3歳シーズンを終えたあとに引退し、種牡馬になった。この時に組まれたシンジケートの総額は608万ドルだった。種牡馬としては「母の父」（ブルードメアサイアー）として成功し、1992年の北米のブルードメアサイアーチャンピオンとなった。
現役時代から「ビッグ・レッド」（大きな栗毛馬の意）の愛称で親しまれ、1974年には全米競馬博物館・殿堂入りを果たし、「ブラッド・ホース」誌選出の20世紀のアメリカ名馬100選の中で2位にランクされた。

## 出自
セクレタリアトは、アメリカ競馬発祥の地バージニア州で最大級の規模を誇るメドウイベントパーク(en)のステーブルで生まれた。
馬名のセクレタリアトは牧場の専属秘書を勤めていたエリザベス・ハムが提案したもので、自身がかつて国連事務局勤めのアメリカの外交官ノーマン・デイヴィスの秘書をしていたことにちなむ。
セクレタリアトの母サムシングロイヤルはセクレタリアトの他に名種牡馬サーゲイロード (Sir Gaylord) 、日本へ輸入されホウヨウボーイ等を出したファーストファミリー (First Family) 、他にもシリアンシー (Syrian Sea) 、日本輸入のロイヤルタタン (Royal Tatan) を輩出、出産した18頭中11頭が勝ち上がるという優秀な繁殖牝馬であった。父ボールドルーラーはアメリカのリーディングサイアーを8回に及んだ大種牡馬だが、セクレタリアトが現われるまでアメリカの三冠競走には縁がなかった。
ボールドルーラーのオーナーであるオグデン・フィップス（本来の所有者はオグデンの母グラディス・ミルズ・フィップスであるが、この時点で86歳の高齢で実質の管理はオグデンが行っていた）はボールドルーラーの種付けに関して変わった契約を行っていた。それは
1. 種付け料は無し。
2. 2年連続で同じ牝馬にボールドルーラーを種付けする。
3. コイントスを行い、その勝者が生まれた2頭のうちから先に選ぶ。敗者は残りの1頭を取る。

というものである。
このやり方により、フィップスはアメリカでも最高の血統の牝馬の子孫を手に入れることができるのである。セクレタリアトが生まれる前に行われたコイントスはオグデンが勝利。オグデンは若い牝馬の仔が優位と見て、セクレタリアトの1歳上の全姉となる牝馬を獲得（のちにザブライドと名付けられる）、ペニーがサムシングロイヤルの胎内にいたセクレタリアトを得た。

## 現役時代

### 2歳時
ルシアン・ローリン調教師のもと鍛えられたセクレタリアトは、7月のアケダクト競馬場で行われたメイドン（未勝利戦）でデビューした。4.1倍の一番人気に押されたもののスタートで出遅れさらに道中でも2度の不利を受けハーブルの4着に敗れてしまい、デビュー戦を飾ることは出来なかった。1週間後同じくアケダクト競馬場で行われたメイドンでは6馬身差の圧勝で初勝利した。セクレタリアトはこの後サンフォードステークス、ホープフルステークス、フューチュリティステークスを含む5連勝を上げた。特にホープフルステークスは当時は2歳最重要レースで、ここも5馬身差で勝利し、マンノウォーの再来、二代目ビッグ・レッドと呼ばれるようになった。7戦目のシャンペンステークスでは出遅れたうえストップザミュージックと接触、結局進路妨害で2着に降着となったが、ローレルフューチュリティ、ガーデンステートステークスを連勝し、最優秀2歳牡馬とともに2歳にしてアメリカ年度代表馬に輝いた。

### 3歳時
1月3日、生産・所有者であるクリストファー・チェナリーが死亡した。資産のほとんどは牧場と競走馬だけだったが、相続税の総額は600万ドル程度になると見込まれた。相続人にはそれだけの現金資産が無いため、繁殖牝馬や土地を残して牧場を続けていくためには、競走馬を売り払って納税の原資を捻出するほかなかった。競走馬の評価額のほとんどは前年の二冠馬リヴァリッジとセクレタリアトが占めていたが、シーズン後半に調子を崩したリヴァリッジはこれから先に価値を回復する可能性が高く、セクレタリアトは今がピークであり、これ以降は多少上がったとしても下がる可能性の方が高いと考えたペニーたちはセクレタリアトを種牡馬としてシンジケートを組むことを決めた。そのシンジケートの主導者として選ばれたのが前年の9月にクレイボーンファームを継いだばかりのセス・ハンコックである。ペニーとセスの話し合いの結果、セクレタリアトのシンジケートは一株19万ドル×32＝608万ドルという巨額のシンジケートとなったがすぐに完売した。
セクレタリアトの重さはこの当時の純金価値よりも高額だった事から、タイム誌の表紙を飾ったときの純金馬というキャッチフレーズになった。実際は金額をセクレタリアトの体重で割ると1オンスが325ドルとなり、当時の純金1オンスの価格（約100ドル）の3倍に当たることから、「ゴールドより高い馬」としても大きく報道された。このシンジケートの株購入者の中には、社台グループの吉田善哉も名を連ねている。
この間暖かいフロリダで過ごし、3月ニューヨークに戻った。ケンタッキーダービーの前哨戦であるウッドメモリアルステークスで3着に敗退するも、それ以外は全勝で、ゴーサムステークスはレコードタイムだった。ケンタッキーダービーは、最後方から徐々に進出し最後の直線で抜け出すと、ノーザンダンサーの持つレコードを0.6秒更新する1分59秒4のレコードでまず一冠を獲得した、このレコードは40年以上経つ現在でもケンタッキーダービーのレコードである。
2冠目のプリークネスステークスも最後方から早め先頭でシャムに2馬身半差をつけ楽勝。タイムは最初1分55秒と発表され、後に1分54秒4と訂正された。当時ピムリコ競馬場の計測器が故障しており、どちらも手動計測値である。さらに、デイリーレーシングフォームは別の手動計測員による1分53秒4のタイムを発表した。レース後従来のレコードタイムを上回っている事が確かめられ、そのため幾つかの成績表では、公式タイムとは別にレコードタイムとなる1分53秒4が載せられている。
2012年6月19日、メリーランド州競馬委員会は最新のビデオ技術による映像などに基づく修正の結果、現在に至るまでの史上最高記録1分53秒0だったと結論付けた。
25年ぶり史上9頭目のアメリカ三冠を達成したベルモントステークスは、セクレタリアトのベストレースで、ベルモントパーク競馬場には6万7千人の観客が詰め掛けていた。レースはセクレタリアトの独擅場となった。珍しく逃げの戦法を取ったセクレタリアトに、前二冠で連続2着となっていた対抗のシャムが唯一ついて行こうとしたが早めに力尽き後退、その他の馬たちもまったく付いていけず、直線入り口ですでに10-20馬身差、ゴールしたときは2着のトワイスアプリンスに31馬身もの差をつけた。タイムは2分24秒0、従来のレコードを2.6秒短縮する大レコードで、40年以上経過した2015年現在でもダート12ハロンの世界レコードである。セクレタリアトの他に2分24秒台を記録した馬はおらず（25秒台もいない、26秒台もわずか7頭）、もはや更新不可能といわれることも多い。また、2400m-2分24秒という時計も然ることながら、自らが逃げて作り出した通過ラップタイム（400m:23秒6－800m:46秒2－1200m:1分9秒2－1600m:1分34秒2－2000m:1分59秒）も驚異的である。400mの通過タイムを除き、800m以降の到達タイムは、いまだにベルモントステークスのレコードタイムとなっている。さらにベルモントステークスの2日後、雑誌『タイム』の表紙を飾り特集が組まれた。これにより競馬に興味のない一般層にも名前が知られる事となった。
セクレタリアトはその後も走り続け、熱発等で2度の敗戦を経験するも、ベルモントステークスの次走アーリントン招待ステークスも9馬身差、芝のレースにも挑戦し、初戦は初代ビッグレッド、マンノウォーを記念したマンノウォーステークスに出走し5馬身差レコード、芝でも変わらない強さを見せ付けた。引退レースでカナダに遠征したカナディアンインターナショナルチャンピオンシップステークスも圧勝し、2歳時に続いて3歳時も年度代表馬に選出された。

## 競走成績
| 年月日 | 年月日 | 年月日 | 競走名                          | 格 | 着順 | 距離    | タイム  | 着差     | 騎手           | 1着（2着）馬        |
| ------ | ------ | ------ | ------------------------------- | -- | ---- | ------- | ------- | -------- | -------------- | ------------------- |
| 1972   | 07     | 04     | メイドン                        |    | 4着  | ダ1100m | 1.05.0  | -1 1/4身 | P.フェリシアノ | Herbull             |
| 1972   | 07     | 15     | メイドン                        |    | 1着  | ダ1200m | 1.10.6  | 6身      | P.フェリシアノ | (Master Achiever)   |
| 1972   | 07     | 31     | アローワンス                    |    | 1着  | ダ1200m | 1.10.8  | 1 1/2身  | R.ターコット   | (Russ Miron)        |
| 1972   | 08     | 16     | サンフォードS                   |    | 1着  | ダ1200m | 1.10.0  | 3身      | R.ターコット   | （Linda's Chief）   |
| 1972   | 08     | 26     | ホープフルS                     |    | 1着  | ダ1300m | 1.16.2  | 5身      | R.ターコット   | (Flight to Glory)   |
| 1972   | 09     | 16     | フューチュリティS               |    | 1着  | ダ1300m | 1.16.4  | 1 3/4身  | R.ターコット   | (Stop the Music)    |
| 1972   | 10     | 14     | シャンペンS                     |    | 2着  | ダ1600m | 降着    |          | R.ターコット   | Stop the Music      |
| 1972   | 10     | 28     | ローレルフューチュリティ        |    | 1着  | ダ1700m | R1.42.8 | 8身      | R.ターコット   | (Stop the Music)    |
| 1972   | 11     | 18     | ガーデンステートS               |    | 1着  | ダ1700m | 1.44.4  | 3 1/2身  | R.ターコット   | (Angle Light)       |
| 1973   | 03     | 17     | ベイショアS                     | G3 | 1着  | ダ1400m | 1.23.2  | 4 1/2身  | R.ターコット   | (Champagne Charlie) |
| 1973   | 04     | 07     | ゴーサムS                       | G2 | 1着  | ダ1600m | R1.33.4 | 3身      | R.ターコット   | (Champagne Charlie) |
| 1973   | 04     | 21     | ウッドメモリアルS               | G2 | 3着  | ダ1800m | 1.49.8  | -4身     | R.ターコット   | Angle Light         |
| 1973   | 05     | 05     | ケンタッキーダービー            | G1 | 1着  | ダ2000m | R1.59.4 | 2 1/2身  | R.ターコット   | （Sham）            |
| 1973   | 05     | 19     | プリークネスS                   | G1 | 1着  | ダ1900m | R1.53.0 | 2 1/2身  | R.ターコット   | (Sham)              |
| 1973   | 06     | 09     | ベルモントS                     | G1 | 1着  | ダ2400m | R2.24.0 | 31身     | R.ターコット   | (Twice a Prince)    |
| 1973   | 06     | 30     | アーリントン招待S               |    | 1着  | ダ1800m | 1.47.0  | 9身      | R.ターコット   | (My Gallant)        |
| 1973   | 08     | 04     | ホイットニーH                   | G2 | 2着  | ダ1800m | 1.49.2  | -1身     | R.ターコット   | Onion               |
| 1973   | 09     | 15     | マールボロC招待H                |    | 1着  | ダ1800m | R1.45.4 | 3 1/2身  | R.ターコット   | （Riva Ridge）      |
| 1973   | 09     | 29     | ウッドワードS                   | G1 | 2着  | ダ2400m | 2.25.8  | -4 1/2身 | R.ターコット   | Prove Out           |
| 1973   | 10     | 08     | マンノウォーS                   | G1 | 1着  | 芝2400m | R2.24.8 | 5身      | R.ターコット   | (Tentam)            |
| 1973   | 10     | 28     | カナディアンインターナショナルS | G2 | 1着  | 芝2600m | 2.41.8  | 6 1/2身  | E.メイプル     | (Big Spruce)        |

※1 1972年はグレード制導入前。
※2 タイム欄のRはレコード勝ちを示す。

## 等速ストライド
バテないスタミナや、サラブレッド離れした筋肉とバネのある独特のフォームから繰り出される爆発的な加速力は等速ストライドと呼ばれた。セクレタリアトは競馬場やレース展開によって2種類のストライドを使いこなしていた。（短:7m60cmピムリコ計測、長:8m53cmベルモント計測）通常、サラブレッドのストライドの長さは馬格と関連している。前脚と後脚の間の距離が長いほど、胴が長くなりステイヤーとなり、逆に胴が詰まっている馬はストライドが短くなりスプリンターとなる。セクレタリアトはストライドを自らが自在にコントロールできたので、こうした類型に当てはめることができなかった。レース前の最終追い切りでは、芝・ダート問わず5ハロン56秒台後半〜57秒台を絶えずマークしていた事実を考えてもスプリンターとしてもかなりの好タイムを出す馬であったことは事実であろう。このストライドについて、ニューヨーク競馬協会 (NYRA) のマニュアル・ギルマン博士は「長年、私が見てきたサラブレッドの中でもっとも理に適ったパーフェクトな走法」と評している。

## 種牡馬時代
父ボールドルーラーが繋養されていたクレイボーンファームで種牡馬入りし、馬房は1971年に死亡した父がかつて使っていたものが用意された。
種牡馬としてはBCディスタフに勝ち北米年度代表馬になったレディーズシークレット（Lady's Secret）、1988年プリークネスステークス・ベルモントステークスを勝った米二冠馬リズンスター (Risen Star) などの活躍馬を輩出した。
母の父としては代表格にストームキャット、エーピーインディ、サマースコール、ゴーンウェスト、セクレト、チーフズクラウン等がいる。ストームキャット・エーピーインディ・ゴーンウエストらはそれぞれ種牡馬として抜群の成績を挙げており、現在の世界競馬に於ける影響力は非常に大きなものがある。
しかし1989年秋頃に蹄葉炎を発症。治療を受けるも4本の足全てが蹄葉炎に蝕まれるなど手の施しようが無いほど悪化し、10月4日正午過ぎ安楽死の処置が取られた。19歳であった。遺体はクレイボーンファームに埋葬されているが、この際通常は衛生上の理由から頭と心臓・蹄のみを土葬するところ、「全身を土葬する」という競走馬としてはかなり稀かつ名誉な方法で埋葬されたという。
日本にも産駒が何頭か輸入されたが、重賞を3勝したヒシマサルが目立つ程度で、それ以外の産駒の目立つ活躍は無かった。

### 代表産駒
- ジェネラルアセンブリー (General Assembly)  - 7勝、トラヴァーズステークス、ホープフルステークス
- レディーズシークレット（Lady's Secret） - 45戦25勝、BCディスタフ、北米年度代表馬
- リズンスター (Risen Star)  - 11戦8勝、プリークネスステークス、ベルモントステークス　産駒にStar Standard、スターバレリーナ他
- キングストンルール (Kingston Rule)  - メルボルンカップ
- ティナーズウエイ（パシフィッククラシック2回）
- ヒシマサル - 13戦5勝、京都4歳特別、きさらぎ賞、毎日杯
- セクレファスター - 8勝、種牡馬

## その他
- セクレタリアトはかなりの大食漢で、馬体重530kg前後とかなりの大型馬であったにもかかわらず、欠点のない馬体と評された。あだ名は「ビッグ・レッド」のほかに食べて寝てばかりいたことから「のんびりや」。
- 死亡時にケンタッキー大学で解剖が行われ、馬の心臓の重さの平均は9ポンド（約4kg）であるのに対し、セクレタリアトは22ポンド(約10kg)もあり、通常の馬の2倍以上あることがわかった。心臓にはなんら病的なものは見られず、セクレタリアトの強さの原動力の一つとされている。
- 3歳時に胸囲は実に199.2cmに達していた。レースごとに成長していくセクレタリアトの腹帯はレースの度に新調され、鞍も一般のサラブレッドとはことなる特別な鞍を使用していた。
- 絶好調時の調教は圧巻のタイムを連発していた。デビュー前からダート5ハロンを58秒を切ることも珍しくなく、初芝となったマンノウォーステークスの追い切りでは報道陣の前で芝5ハロンを56.8秒というタイムを記録。セクレタリアトの攻め馬手ジミー・ギャフネイは体重が62kgあったことを考えるとこれらの調教レコードは極めて優秀なものである。
- 主戦騎手のロン・ターコットはカナダ出身。のちにセクレタリアトでの騎乗が認められ、カナダ勲章（日本の国民栄誉賞にあたる）を受章している。アメリカのトップジョッキーだったが、1978年の落馬事故で引退した。
- アーリントンパーク競馬場では、夏にセクレタリアトを記念してセクレタリアトステークス (G2) が開催されている。
- 冒頭にある銅像はベルモントパーク競馬場にある実物の1/3のもの、他にケンタッキー・ホース・パーク等に実物大の銅像がある。
- 1972年、エクリプス賞年度代表馬、最優秀2歳牡馬
- 1973年、エクリプス賞年度代表馬、最優秀3歳牡馬、最優秀芝馬
- 1992年、北米リーディングブルードメアサイアー
- 20世紀のアメリカ名馬100選（Blood-Horse magazine）、2位（1位はマンノウォー）
- 20世紀世界の平地競走馬トップ200 (Portway Press Limited) 、2位（1位はフランスのシーバード）
- 20世紀のアスリートベスト10に選出 (the Top Ten of Time Magazine)
- 20世紀のトップアスリートベスト100 (ESPN) 、35位（1位はマイケル・ジョーダン、競馬関係では最上位）

20世紀末に各国で盛んに行われたベストアスリート○○選等では、競走馬・競技馬が幾頭かランクインする国も出たが（リボー等）、特にセクレタリアトの場合上位に入ったためその是非について議論を呼んだ。

## 血統
母サムシングロイヤルは多数の優秀馬を輩出した名繁殖牝馬であり、他に以下の馬を輩出している。
- シリアンシー（全姉、セリマステークス）
- ザブライド（全姉）
- サーゲイロード（サプリングステークス、グレートアメリカンステークス）
- サムシングファビュラス
- *ファーストファミリー（ガルフストリームパークハンデ、レナードリチャーズステークス、パームビーチハンデ）
- *ロイヤルタタン

その他近親には姪にアラダ、甥にアトイーズ、マニラザルーラー、従兄弟にヒアアンドゼア、ディスパース、クイーンズダブル、姉シリアンシーの子孫にサラトガデューおよびロードカナロア、ザブライドの子孫にニシノフラワーおよびニシノデイジー、近親は他にアレッジドやダッシュフォーキャッシュ（クォーターホースの歴史的名馬）等もいる。
血統表
| セクレタリアトの血統        | セクレタリアトの血統         | セクレタリアトの血統     | （血統表の出典）         | （血統表の出典） |
| 父系                        | ボールドルーラー系           | ボールドルーラー系       | ボールドルーラー系       | [ § 2 ]          |
| 父 Bold Ruler 1954 鹿毛     | 父の父Nasrullah 1940 鹿毛    | Nearco                   | Pharos                   | Pharos           |
| 父 Bold Ruler 1954 鹿毛     | 父の父Nasrullah 1940 鹿毛    | Nearco                   | Nogara                   |                  |
| 父 Bold Ruler 1954 鹿毛     | 父の父Nasrullah 1940 鹿毛    | Mumtaz Begum             | Blenheim                 | Blenheim         |
| 父 Bold Ruler 1954 鹿毛     | 父の父Nasrullah 1940 鹿毛    | Mumtaz Begum             | Mumtaz Mahal             |                  |
| 父 Bold Ruler 1954 鹿毛     | 父の母Miss Disco 1944 鹿毛   | Discovery                | Display                  | Display          |
| 父 Bold Ruler 1954 鹿毛     | 父の母Miss Disco 1944 鹿毛   | Discovery                | Ariadone                 |                  |
| 父 Bold Ruler 1954 鹿毛     | 父の母Miss Disco 1944 鹿毛   | Outdone                  | Pompey                   | Pompey           |
| 父 Bold Ruler 1954 鹿毛     | 父の母Miss Disco 1944 鹿毛   | Outdone                  | Sweep Out                |                  |
| 母 Somethingroyal 1952 鹿毛 | 母の父Princequillo 1940 鹿毛 | Prince Rose              | Rose Prince              | Rose Prince      |
| 母 Somethingroyal 1952 鹿毛 | 母の父Princequillo 1940 鹿毛 | Prince Rose              | Indolence                |                  |
| 母 Somethingroyal 1952 鹿毛 | 母の父Princequillo 1940 鹿毛 | Cosquilla                | Papyrus                  | Papyrus          |
| 母 Somethingroyal 1952 鹿毛 | 母の父Princequillo 1940 鹿毛 | Cosquilla                | Quick Thought            |                  |
| 母 Somethingroyal 1952 鹿毛 | 母の母Imperatrice 1938 鹿毛  | Caruso                   | Polymelian               | Polymelian       |
| 母 Somethingroyal 1952 鹿毛 | 母の母Imperatrice 1938 鹿毛  | Caruso                   | Sweet Music              |                  |
| 母 Somethingroyal 1952 鹿毛 | 母の母Imperatrice 1938 鹿毛  | Cinquepace               | Brown Bud                | Brown Bud        |
| 母 Somethingroyal 1952 鹿毛 | 母の母Imperatrice 1938 鹿毛  | Cinquepace               | Assignation              |                  |
| 母系(F-No.)                 | Somethingroyal系(FN:2-s)     | Somethingroyal系(FN:2-s) | Somethingroyal系(FN:2-s) | [ § 3 ]          |
| 5代内の近親交配             | アウトブリード               | アウトブリード           | アウトブリード           | [ § 4 ]          |
| 出典                        | 1. 2. 3. 4.                  | 1. 2. 3. 4.              | 1. 2. 3. 4.              | 1. 2. 3. 4.      |